# Solitaire (album de Shy'm)
Pour les articles homonymes, voir Solitaire.
 (juin 2022).
Si vous disposez d'ouvrages ou d'articles de référence ou si vous connaissez des sites web de qualité traitant du thème abordé ici, merci de compléter l'article en donnant les références utiles à sa vérifiabilité et en les liant à la section « Notes et références ».
Albums de Shy'm
Caméléon
(2012) À nos dix ans
(2015)
Singles
1. La Malice
Sortie : 15 septembre 2014
2. L'effet de serre
Sortie : 10 novembre 2014
3. On s'en va
Sortie : 26 janvier 2015
4. Silhouettes
Sortie : 18 mai 2015

Solitaire est le cinquième album studio de la chanteuse Shy'm sorti en 2014. L'album est certifié disque de platine, pour plus de 150 000 ventes.
Afin de soutenir l'album, Shy’m lance sa seconde tournée des zéniths de France : le Paradoxale Tour. La tournée démarre le 27 mars 2015, à Clermont-Ferrand pour s'achever à Paris pour deux show à Bercy les 17 et 18 novembre 2015. La tournée suscite la controverse à cause de la chanteuse Ysa Ferrer, qui lui reproche de s'être beaucoup trop inspirée de son univers sur ses pochettes de singles. Elle lui reprocha également d'avoir copié le nom Paradoxale Tour avec celui de son show à Bobino qu'elle avait appelé Paradoxal Show.
Par ailleurs, Shy'm effectue à partir du 15 novembre 2014 des performances controversées du single L'effet de serre dans un certain nombre de shows télévisés dont certains ont été censurés. A chacun des show, la chanteuse est habillée de lingerie blanche et chante sur un lit où elle semble seule avant d’être rejoint par plusieurs danseurs masculins également en sous vêtements qui étaient cachés à différents endroits de la scène avant d’enchaîner des danses lascives évoquant une partie fine dont le centre d’attention est la chanteuse.
Le clip réalisé par Roy Raz, réalisateur des clips Lonely Lisa de Mylène Farmer et Echo (You and I) de Anggun, sort le 8 décembre 2014 et fait immédiatement polémique avec des scènes toujours plus sensuelle entre la chanteuse et ses danseurs dans un univers médical avec une opération à cœur ouvert. Une version étendu du clip sort le 23 janvier 2015.

## Genèse
Après le succès de l'album Caméléon et deux ans de tournée, Shy'm s'est octroyée une pause dans sa carrière et s’est envolée au Cap. Grâce à ses voyages en Afrique du Sud, la chanteuse a pu retrouver l'inspiration afin d'enregistrer son nouvel album Solitaire et présente l'album d'une artiste en quête d'évasion et de liberté, notamment dans On s'en va, Capetown de toi et La Malice, son premier single dont le clip a également été tourné en Afrique du Sud. Plus romantique que trash, Shy'm propose un disque plus réfléchi, peut-être un peu plus mature. Elle le prouve notamment sur Comment tu vas ?, morceau sur lequel elle prend du recul et avoue ses erreurs avant de revenir, avec humilité et pleine de regrets, auprès d'un ex. Shy'm ose la plupart du temps des mélodies délicates, faisant de Solitaire un album riche de pistes midtempos, aux influences multiples. Les synthés sont de sortie sur Silhouettes, tandis que les guitares acoustiques s'invitent sur Comment tu vas ? ou On s'en va, qui aurait pu être explosif mais qui finalement prend le parti de miser sur l'émotion. Un solo de guitare perçant captive également dès les premières notes de Inverser les rôles, au texte incisif. Blessée et à fleur de peau, la chanteuse ne se pose pas pour autant en victime. Femme amoureuse à deux visages sur Inverser les rôles, elle prend le pouvoir tout au long de l'album avec des titres comme Garçon manqué, au texte très ambigu, J'te déteste, qui brise les codes et déroutera sans doute les fans, ou Mental d'acier, agressif, à l'univers pop-rock. Elle pose un flow urbain en anglais sur ce morceau OVNI et déstructuré, sur lequel elle se revendique comme une « real real bad chick » et une « real real bad bitch ». Autre signe de son évolution, Shy'm propose pour la première fois un titre entièrement chanté en anglais avec Save My Way. « Je déteste les codes » confirme d'ailleurs la chanteuse sur Silhouettes, pour bien souligner sa personnalité.

## Promotion
Le 25 août 2014, la chanteuse sort le court-métrage La Nuit, où elle campe un personnage complexe. Un road-trip troublant dans lequel on peut entendre, Save My Way, premier titre dévoilé issu de son futur album. Sur une idée originale de Tamara Marthe, le mini road movie en noir et blanc a été réalisé par Stéphane Vallée, réalisateur des clips Lazy Days de Bruno Mars et Princess of China de Coldplay et Rihanna.
Le 5 septembre 2014, la chanteuse annonce le lancement de sa seconde tournée, Paradoxale Tour, comportant une cinquantaine de dates et notamment deux soirs à Bercy les 17 et 18 novembre 2015. La tournée suscite la controverse à cause de la chanteuse Ysa Ferrer, qui lui reproche d'avoir copié le concept de son show à Bobino (le Paradoxal Show) et de s'être beaucoup trop inspirée de son univers sur ses pochettes de singles.
Le 15 septembre 2014, paraît le single La Malice premier extrait de son cinquième album Solitaire, dont le clip coréalisé par la chanteuse, dans lequel on la voit multiplier les poses lascives, montre une évolution de l'image de l'artiste, beaucoup plus sexy que d'accoutumée. D'autres clichés publiés dans le même temps sur Instagram, laissant apparaître les courbes de l'artiste, confirment l'avènement de cette image de séductrice.
Le 26 septembre 2014, Shy’m dévoile via les réseaux sociaux, après une semaine de teasing, la pochette de son prochain album. L'image montre Shy’m assise de dos, les cheveux rouges flamboyants, en tailleur.
Afin de promouvoir l'album auprès du grand public, Shy'm effectue à partir du 15 novembre 2014 des performances controversées du single L'effet de serre dans un certain nombre de shows télévisés dont la cérémonie des NRJ Music Awards 2014 le 13 décembre. A chacun des show, la chanteuse est habillée de lingerie blanche et chante sur un lit où elle semble seule avant d’être rejoint par plusieurs danseurs masculins également en sous vêtements qui étaient cachés à différents endroits de la scène avant d’enchaîner des danses lascives évoquant une partie fine dont le centre d’attention est la chanteuse. Le clip réalisé par Roy Raz, réalisateur des clips Lonely Lisa de Mylène Farmer et Echo (You and I) de Anggun, sort le 8 décembre 2014 et fait immédiatement polémique avec des scènes toujours plus sensuelle entre la chanteuse et ses danseurs dans un univers médical avec une opération à cœur ouvert. Une version étendu du clip sort le 23 janvier 2015.
Sorti le 24 novembre 2014, l'album, est certifié disque de platine, pour plus de 110 000 ventes le 17 mars 2015 et sera porté par deux autres singles en 2015 : On s'en va et Silhouettes.

## Singles
Le premier single, La Malice, sort le 15 septembre 2014.
Le second single, L'Effet de serre, sort le 10 novembre 2014.
Le troisième single, On s'en va, sort le 26 janvier 2015.
Le quatrième single, Silhouettes, sort le 18 mai 2015.

## Liste des titres
| 1.  | La Malice                   | Cyril Kamar, Louis Côté               | 3:50 |
| 2.  | L'Effet de serre            | Kamar, Ivri Lider, Yonathan Goldstein | 3:23 |
| 3.  | Garçon manqué               | Kamar, Côté                           | 2:52 |
| 4.  | On s'en va                  | Kamar, Côté                           | 3:41 |
| 5.  | Cape Town de toi            | Kamar, Lider, Goldstein               | 3:27 |
| 6.  | Les chaussures en plastique | Kamar, Côté                           | 4:13 |
| 7.  | J'te déteste                | Kamar, Coté                           | 3:31 |
| 8.  | Save my way                 | Kamar, Sacha Beldor                   | 4:12 |
| 9.  | Silhouettes                 | Kamar, Tiery-F                        | 4:08 |
| 10. | Comment tu vas ?            | Kamar, Côté                           | 4:14 |
| 11. | Inverser les rôles          | Kamar, Côté                           | 4:36 |
| 12. | Mental d'acier              | Kamar, Jordan Houyez                  | 3:52 |

| 13. | Making Of Studio        |               |  |
| 14. | Making Of Session Photo |               |  |
| 15. | La Nuit (court-métrage) | Tamara Marthe |  |

## Classements
| Classement (2014-15)         | Meilleure position |
| ---------------------------- | ------------------ |
| Belgique (Wallonie Ultratop) | 17                 |
| France (SNEP)                | 8                  |
| Suisse (Schweizer Hitparade) | 30                 |
| Suisse romande               | 6                  |

## Certification
| Région                                                                                                 | Certification | Ventes/Streams |
| --- | ------------- | -------------- |
| France (SNEP)                                                                                          | Platine       | 150 000*       |
| *Ventes selon la certification ^Mise en rayon selon la certification xNon précisé par la certification |               |                |